# 1968年日本參議院選舉
第8屆日本參議院議員通常選舉於昭和43年（1968年）7月7日舉行，因此又被稱為七夕選舉。

## 概況
對於執政自民黨來說，這次選舉是佐藤榮作成為首相之後的第二次重要的國政選舉。前兩次的參議院選舉，自民黨領導的保守派的得票率出現較大降幅，上次選舉還跌破了50%，因而在這次選舉中確保保守派得票率過半成為選舉的目標。這次的選舉還決定著佐藤首相能否壓制著黨內反主流派的挑戰，順利第三次出任黨總裁，更影響著未來自民黨政權的施政效果。
而最大的反對黨社會黨，由於委員長勝間田清一剛上任不久，無法有效統御黨內紛爭，前委員長佐佐木更三的派系則打算根據選舉成績決定是否有所行動。社會黨在1960年代中期開始已經出現明顯的頹勢，1967年的大選在有利形勢下依然慘敗，這次他們的目標就是確保原有的37席不丟失。
至於實力開始增長的中型政黨民社黨和公明黨，其中間路線幾年來贏得不少的民意，但是最近的政策卻因種種原因而總站在於政府對立立場，受到不少支持者的質疑。

### 安全體制問題
這屆參議院選舉的焦點是1970年的日美安全體制問題和沖繩問題。
由於離1970年《日美安保條約》有效期終結的日子越來越近，朝野關於安全體制的爭論愈發激烈，執政自民黨表示應該自動延期，並且宣揚日本多年來的繁榮是自民黨體制正確的最好證明；但是左翼的社會黨和共產黨則堅持應該廢除安保條約。而日本國民對於沖繩返還的呼聲越來越高，不過由於沖繩問題和越南局勢、核武器問題和安保問題密切相關，因而一直以來進展不快。
以下是各主要政黨對於安全體制問題和相關議題的政見：
| 政黨       | 政見                                                       |
| ---------- | ---------------------------------------------------------- |
| 自由民主黨 | 長期堅持安保條約，加強自衛能力                             |
| 日本社會黨 | 廢除安保條約，非武裝中立，反佐藤派大聯合                   |
| 公明黨     | 分階段取消安保條約，等距外交                               |
| 民主社會黨 | 維持安保條約，但不允許美軍駐扎，組成包括反佐藤派的聯合政權 |
| 日本共產黨 | 廢除安保條約，武裝中立，組成以社會黨和共產黨為主的聯合政權 |

## 選舉數據

### 內閣
- 第二次佐藤內閣（第62代）

### 投票日
- 1968年（昭和43年）7月7日

### 改選数
- 125
  - 地方區　-　75
  - 全國區　-　50

### 選舉制度
- 地方區
  - 小選舉區制 ‐ 改選数25
    - 2人區（單記投票）　-　25

  - 中選舉区制 ‐ 改選数50
    - 4人區（單記投票）　-　15
    - 6人區（單記投票）　-　4
    - 8人區（單記投票）　-　2
- 全國區
  - 大選舉區制 ‐ 改選数50

## 選舉結果

### 投票率
- 68.9％

### 議席数

參議院政黨派別勢力圖

| #             | 政黨派別   | 改選 | 非改選 | 合計 |
| ------------- | ---------- | ---- | ------ | ---- |
| 執政黨        | 自由民主黨 | 69   | 68     | 137  |
| 在野黨、 其它 | 日本社會黨 | 28   | 37     | 65   |
| 在野黨、 其它 | 公明黨     | 12   | 11     | 23   |
| 在野黨、 其它 | 民社黨     | 7    | 3      | 10   |
| 在野黨、 其它 | 日本共產黨 | 4    | 3      | 7    |
| 在野黨、 其它 | 無黨派     | 5    | 3      | 8    |
| 在野黨、 其它 | 小計       | 56   | 57     | 113  |
| 合計          | 合計       | 125  | 125    | 250  |

### 政黨、政團
自由民主黨
| 總裁     | 副總裁     | 幹事長   | 總務會長     | 政務調査會長 | 國會對策委員長 | 参議院議員會長 |
| -------- | ---------- | -------- | ------------ | ------------ | -------------- | -------------- |
| 佐藤榮作 | 川島正次郎 | 福田赳夫 | 橋本登美三郎 | 大平正芳     | 長谷川四郎     | 平井太郎       |

日本社會黨
| 中央執行委員長 | 中央執行副委員長         | 書記長   | 政策審議會長 | 國會對策委員長 | 参議院議員會長 |
| -------------- | ------------------------ | -------- | ------------ | -------------- | -------------- |
| 勝間田清一     | 河野密 八百板正 山花秀雄 | 山本幸一 | 木村禧八郎   | 石橋政嗣       | 椿繁夫         |

公明黨
| 中央執行委員長 | 中央執行副委員長         | 書記長   | 政策審議會長 | 國會對策委員長 | 参議院議員團長 |
| -------------- | ------------------------ | -------- | ------------ | -------------- | -------------- |
| 竹入義勝       | 白木義一郎 北條浩 和田覺 | 矢野絢也 | 鈴木一弘     | 淺井美幸       | 二宮文造       |

民主社會黨
| 中央執行委員長 | 書記長 | 政策審議會長 | 國會對策委員長 | 参議院議員會長 | 常任顧問        |
| -------------- | ------ | ------------ | -------------- | -------------- | --------------- |
| 西村榮一       | 曾禰益 | 春日一幸     | 竹本孫一       | 向井長年       | 片山哲 西尾末廣 |

日本共產黨
| 議長     | 書記長   | 政策委員會責任人 | 國會對策委員長 | 参議院議員團長 |
| -------- | -------- | ---------------- | -------------- | -------------- |
| 野坂參三 | 宮本顯治 | 不破哲三         | 林百郎         | 岩間正男       |

## 議員

### 選舉区当選
自民党   社会党   公明党   共產党   民社党   無黨籍 
| 北海道   | 北海道     | 北海道   | 北海道     | 青森縣     | 岩手縣     | 宮城縣     | 秋田縣       | 山形縣     | 福島縣     | 福島縣     |
| -------- | ---------- | -------- | ---------- | ---------- | ---------- | ---------- | ------------ | ---------- | ---------- | ---------- |
| 大矢正   | 河口陽一   | 西田信一 | 吉田忠三郎 | 山崎龍男   | 增田盛     | 高橋文五郎 | 山崎五郎     | 白井勇     | 鈴木省吾   | 松平勇雄   |
| 茨城縣   | 茨城縣     | 栃木縣   | 栃木縣     | 群馬縣     | 群馬縣     | 埼玉縣     | 埼玉縣       | 千葉縣     | 千葉縣     |            |
| 郡祐一   | 森元治郎   | 植竹春彦 | 矢野登     | 佐田一郎   | 丸茂重貞   | 上原正吉   | 瀨谷英行     | 木島義夫   | 渡邊一太郎 |            |
| 神奈川縣 | 神奈川縣   | 山梨縣   | 東京都     | 東京都     | 東京都     | 東京都     | 新潟縣       | 新潟縣     | 富山縣     |            |
| 佐藤一郎 | 竹田四郎   | 吉江勝保 | 阿部憲一   | 安井謙     | 松下正寿   | 占部秀男   | 松井誠       | 塚田十一郎 | 杉原一雄   |            |
| 石川縣   | 福井縣     | 長野縣   | 長野縣     | 岐阜縣     | 静岡縣     | 静岡縣     | 愛知縣       | 愛知縣     | 愛知縣     | 三重縣     |
| 安田隆明 | 熊谷太三郎 | 林虎雄   | 小山邦太郎 | 古池信三   | 山本敬三郎 | 栗原祐幸   | 成瀨幡治     | 澀谷邦彦   | 柴田榮     | 齋藤昇     |
| 滋賀縣   | 京都府     | 京都府   | 大阪府     | 大阪府     | 大阪府     | 兵庫縣     | 兵庫縣       | 兵庫縣     | 奈良縣     | 和歌山縣   |
| 西村關一 | 林田悠紀夫 | 河田賢治 | 中山太郎   | 白木義一郎 | 村尾重雄   | 浅井亨     | 佐野芳雄     | 萩原幽香子 | 新谷寅三郎 | 前田佳都男 |
| 鳥取縣   | 島根縣     | 岡山縣   | 岡山縣     | 廣島縣     | 廣島縣     | 山口縣     | 德島縣       | 香川縣     | 愛媛縣     | 高知縣     |
| 足鹿覺   | 山本利寿   | 小枝一雄 | 矢山有作   | 中津井真   | 松本賢一   | 二木謙吾   | 久次米健太郎 | 平井太郎   | 堀本宜實   | 鹽見俊二   |
| 福岡縣   | 福岡縣     | 福岡縣   | 佐賀縣     | 長崎縣     | 熊本縣     | 熊本縣     | 大分縣       | 宮崎縣     | 鹿兒島縣   | 鹿兒島縣   |
| 小柳勇   | 鬼丸勝之   | 米田正文 | 杉原荒太   | 久保勘一   | 高田浩運   | 園田清充   | 後藤義隆     | 平島敏夫   | 田中茂穗   | 川上為治   |

### 全国区当選
自民党   社会党   公明党   共產党   民社党   無黨籍 
| 1位-10位  | 石原慎太郎 | 青島幸男 | 上田哲     | 今東光     | 重宗雄三 | 長谷川仁   | 大松博文 | 三木忠雄 | 小林国司 | 二宮文造   |
| 11位-20位 | 田淵哲也   | 鈴木一弘 | 上林繁次郎 | 小笠原貞子 | 鹽出啟典 | 岩間正男   | 永野鎮雄 | 峯山昭範 | 森八三一 | 澤田實     |
| 21位-30位 | 加藤静江   | 小林武   | 内田善利   | 向井長年   | 山田勇   | 松本英一   | 藤原房雄 | 渡邊武   | 中村正雄 | 上田稔     |
| 31位-40位 | 若林正武   | 玉置猛夫 | 迫水久常   | 源田實     | 鈴木強   | 大竹平八郎 | 長田裕二 | 和田静夫 | 藤原道子 | 田口長治郎 |
| 41位-50位 | 大谷藤之助 | 江藤智   | 龜井善彰   | 長屋茂     | 山下春江 | 田中一     | 安永英雄 | 阿具根登 | 高山恒雄 | 横川正市   |

- 補選（任期3年）- 因第7屆日本參議院議員通常選舉選出的松本治一郎從缺。

| 51位 | 北村暢 |

- 国政参加選舉（1970年11月15日執行）

| 沖繩縣 | 喜屋武眞榮 | 稻嶺一郎 |

### 補選
- 長崎選舉区 久保勘一（參選長崎縣知事）→初村瀧一郎（1970.3.15補選）
- 山梨選舉区 吉江勝保（1967.9.18去世）→星野重次（1970.11.1補選）
- 三重選舉区 齋藤昇（1972.9.8去世）→齋藤十朗（1972.10.22補選）
- 兵庫選舉区 佐野芳雄（1972.9.27去世）→中西一郎（1972.11.5補選）
- 静岡選舉区 栗原祐幸（參選眾議院議員）→齋藤寿夫（1972.12.10補選）
- 新潟選舉区 松井誠（1972.11.10去世）→君健男（1972.12.17補選）
- 香川選舉区 平井太郎（1973.12.4去世）→平井卓志（1974.1.27補選）

### 初次當選者
注意：曾經是眾議院議員的有「※」標示。
自由民主黨
| - 石原慎太郎 - 上田稔 - 長田裕二 - 龜井善彰 - 河口陽一※ | - 久次米健太郎 - 小枝一雄※ - 小林國司 - 今東光 - 鈴木省吾 | - 大松博文 - 高田浩運 - 田口長治郎※ - 玉置猛夫 - 永野鎮雄 | - 長屋茂 - 中山太郎 - 增田盛 - 矢野登 - 山崎五郎 | - 山本敬三郎 - 若林正武 - 渡邊一太郎 |

日本社會黨
| - 足鹿覺※ - 上田哲 - 杉原一雄 - 竹田四郎 - 松井誠※ | - 松本英一 - 安永英雄 - 和田靜夫 |

公明黨
| - 阿部憲一 - 上林繁次郎 - 內田善利 - 澤田實 - 鹽出啟典 | - 藤原房雄 - 三木忠雄 - 峯山昭範 |

民主社會黨
- 田淵哲也
- 萩原幽香子
- 松下正壽

日本共產黨
- 小笠原貞子
- 河田賢治※
- 渡邊武

無黨派
- 青島幸男
- 塚田十一郎
- 安田隆明
- 山崎龍男
- 橫山諾克

### 重返參議院者
自由民主黨
- 川上為治

日本社會黨
- 阿具根登

民主社會黨
- 村尾重雄

### 退隱或不角逐連任者
自由民主黨
| - 稻浦鹿蔵 - 小林篤一 - 小柳牧衛 - 近藤鶴代 | - 鈴木万平 - 竹中恒夫 - 館哲二 - 中野文門 - 中山福藏 | - 野知浩之 - 林田正治 - 森部隆輔 - 山崎齊 |

日本社會黨
| - 阿部竹松 - 伊藤顯道 - 大河原一次 - 小酒井義男 - 柴谷要 | - 杉山善太郎 - 鈴木壽 - 野溝勝 - 光村甚助 |

公明黨
- 和泉覺
- 辻武壽
- 北條雋八

日本國外
- 鈴木市藏

無黨派
- 相澤重明

### 落選的原議員
自由民主黨
| - 石井桂 - 川野三曉 - 岸田幸雄 - 笹森順造 - 天坊裕彦 | - 豐田雅孝 - 仲原善一 - 林鹽 - 林屋龜次郎 - 日高廣為 | - 橫井太郎 |

日本社會黨
| - 稻葉誠一 - 佐多忠隆 - 椿繁夫 - 中村順造 - 野野山一三 | - 藤田藤太郎 - 柳岡秋夫 - 渡邊勘吉 |

公明黨
- 鬼木勝利

無黨派
- 石本茂
- 岡田宗司

## 后續
這屆選舉的一個很大的結果就是在全國選區選舉中選出不少特定領域的著名人士，如石原慎太郎（作家）、今東光（僧侶、小說家）、大松博文（排球教練）、青島幸男（小說家、演員、導演）、橫山諾克（喜劇藝人）等。尤其是石原慎太郎的得票之多令人吃驚。
至於各黨的成績，由上面的數據可以看到：自民黨僅減少了2個議席，比預料中好，黨內的反主流派再一次未能因此批判佐藤；而社會黨卻喪失了8個議席，可以說又是一次慘敗，社會黨事後反思失敗是因為未能克服工會主導的路線和政見脫離現實；公明黨、民社黨、共產黨的議席都有所增加。自此，日本參議院也實現了多黨化。

## 外部連結
- 第8回參議院議員選舉
- 第8回參議院議員補選（長崎選區）
- 第8回參議院議員補選（山梨選區）
- 第8回參議院議員補選（沖繩選區）